# Congress Center Basel

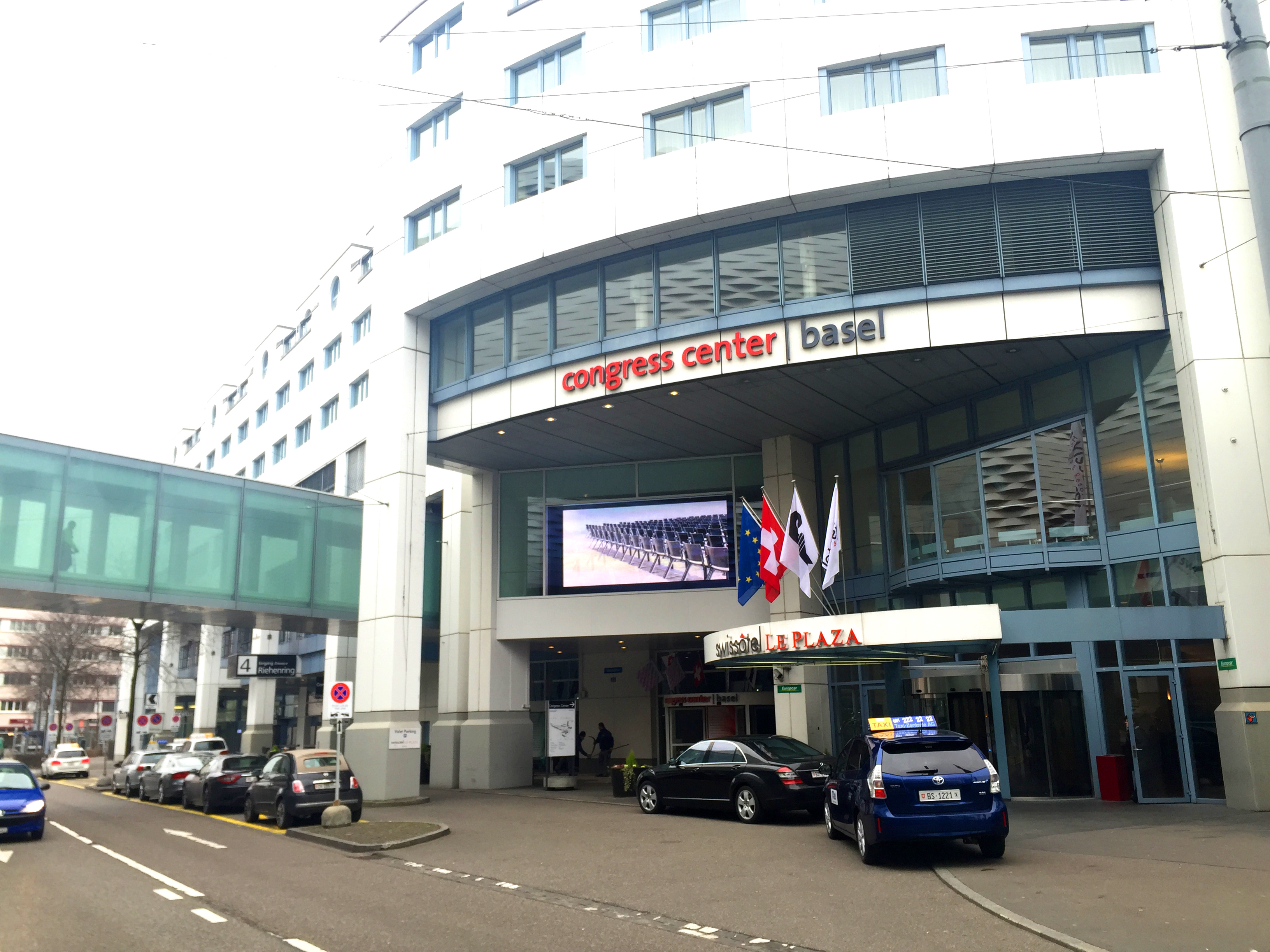
Eingang des CCBs

Das Congress Center Basel (CCB) ist das grösste Kongresszentrum der Schweiz. Es gehört zur MCH Group, welche unter anderem auch die Messe Basel und die Messe Zürich betreibt. Über eine Passerelle ist das CCB direkt an das von Herzog & de Meuron entworfene Messe-Gebäude angebunden. Das Congress Center Basel bietet Platz für Veranstaltungen bis zu 10'000 Personen. Elf der insgesamt 25 Räumlichkeiten sind modular, das heisst, sie können einzeln oder kombiniert genutzt werden. Pro Jahr finden im CCB rund 250 Kongresse, Konferenzen, Seminare, Ausstellungen und Präsentationen statt.

## Lage
Das Congress Center Basel befindet sich in der Innenstadt direkt neben der Messe Basel.

## Veranstaltungen (Auswahl)
- 4. bis 5. Dezember 2014, 21. OSZE-Ministerratstreffen, 2'000 Teilnehmende[2]
- 11. bis 14. Oktober 2024, Jahrestagungen der Deutschen Gesellschaft für Hämatologie und Onkologie e.V. (DGHO), 5'500 Teilnehmende[3]
- 23. bis 24. Mai 2025, World Symposium of the International Team for Implantology (ITI), 5'000 Teilnehmende[4]
- 24. bis 28. August 2024, Association for Medical Education in Europe (AMEE), 3'800 Teilnehmende[5]
- 10. bis 17. Mai 2025, City Activations Eurovision Song Contest, 200'000 Teilnehmende
- 17. bis 19. März  2025 BIO Europe Spring, 3'000 Teilnehmende